# Польское общество естествоиспытателей имени Коперника
Польское общество естествоиспытателей имени Коперника (пол. Polskie Towarzystwo Przyrodników im. Kopernika) — польское научное общество, основанное в 1875 году во Львове, является одним из старейших польских научных обществ. Первым председателем Общества был доктор наук Феликс Крейц (1875—1876, 1884—1885 гг.).
Согласно Уставу, целью Общества является распространение и популяризация естественных наук посредством образовательной и культурной деятельности; изучение и защита природы; пропаганда этических и гуманистических ценностей природы; проведение и поддержка исследований в области охраны природы; научная поддержка работ по восстановлению исчезающих видов; поддержка исследований и работ по совершенствованию методов управления природной средой на деградированных территориях; организация научного образования и исследований, направленных на повышение качества этого образования; проведение отечественных и зарубежных конференций и симпозиумов; международное сотрудничество в области охраны природы, особенно в приграничных районах.
В состав Общества входят 6 региональных филиалов и 3 научные секции.
В течение многих лет Общество издаёт научные журналы «Kosmos. Problemy Nauk Biologicznych» (с 1876 г.) и «Wszechświat. Pismo Przyrodnicze» (с 1882 г.).
В числе почётных членов Общества были Бенедикт Дыбовский, Мариан Рациборский, Евгений Ромер.
Общество является организатором Биологической олимпиады — польского общенационального конкурса для школьников, интересующихся биологией.
Председателем Общества является доктор наук, профессор Elżbieta Pyza.
Актуальная информация о деятельности Общества публикуется на сайте www.ptpk.org.